# Myrmecophila sinuosa
Myrmecophila sinuosa là một loài thực vật có mạch trong họ Polypodiaceae. Loài này được (Hook.) T. Nakai ex H. Itô mô tả khoa học đầu tiên năm 1935.